# Leonard Tremeer
Leonard Francis « Jimmy » Tremeer (né le 1er août 1874 à Barnstaple, Angleterre, et décédé le 29 octobre 1969 à Guildford) est un athlète britannique spécialiste du 400 mètres haies. Son club était le Polytechnic Harriers.

## Biographie

### Palmarès
| Date | Compétition           | Lieu    | Résultat | Performance |
| ---- | --------------------- | ------- | -------- | ----------- |
| 1908 | Jeux olympiques d'été | Londres | 3e       | 57 s 0      |

### Records
| Épreuve          | Performance | Lieu    | Date |
| ---------------- | ----------- | ------- | ---- |
| 400 mètres haies | 57 s 0      | Londres | 1908 |